# Этногенез румын

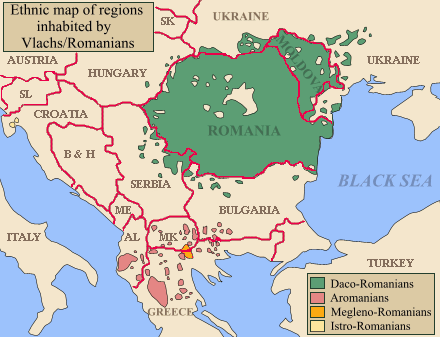

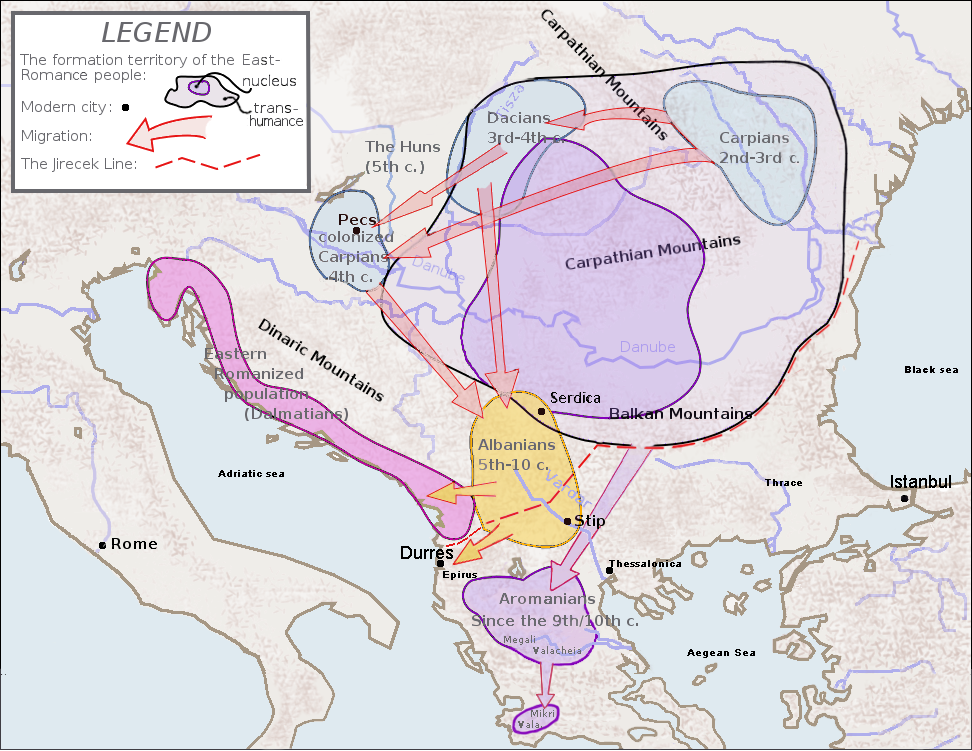
Румынская преемственность и миграции

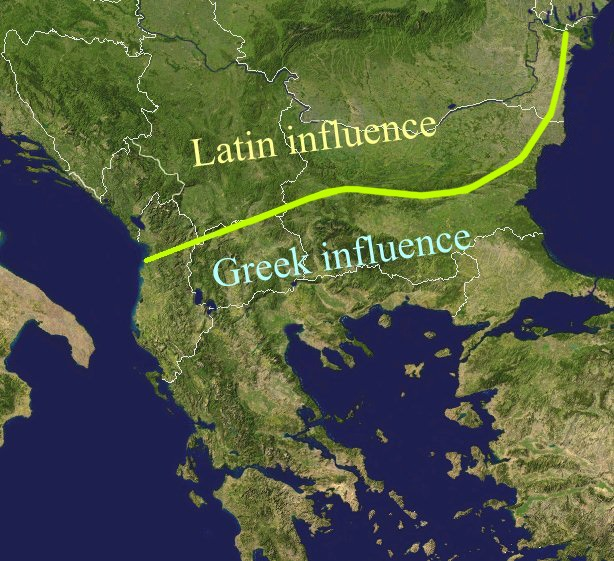
Линия Иречека

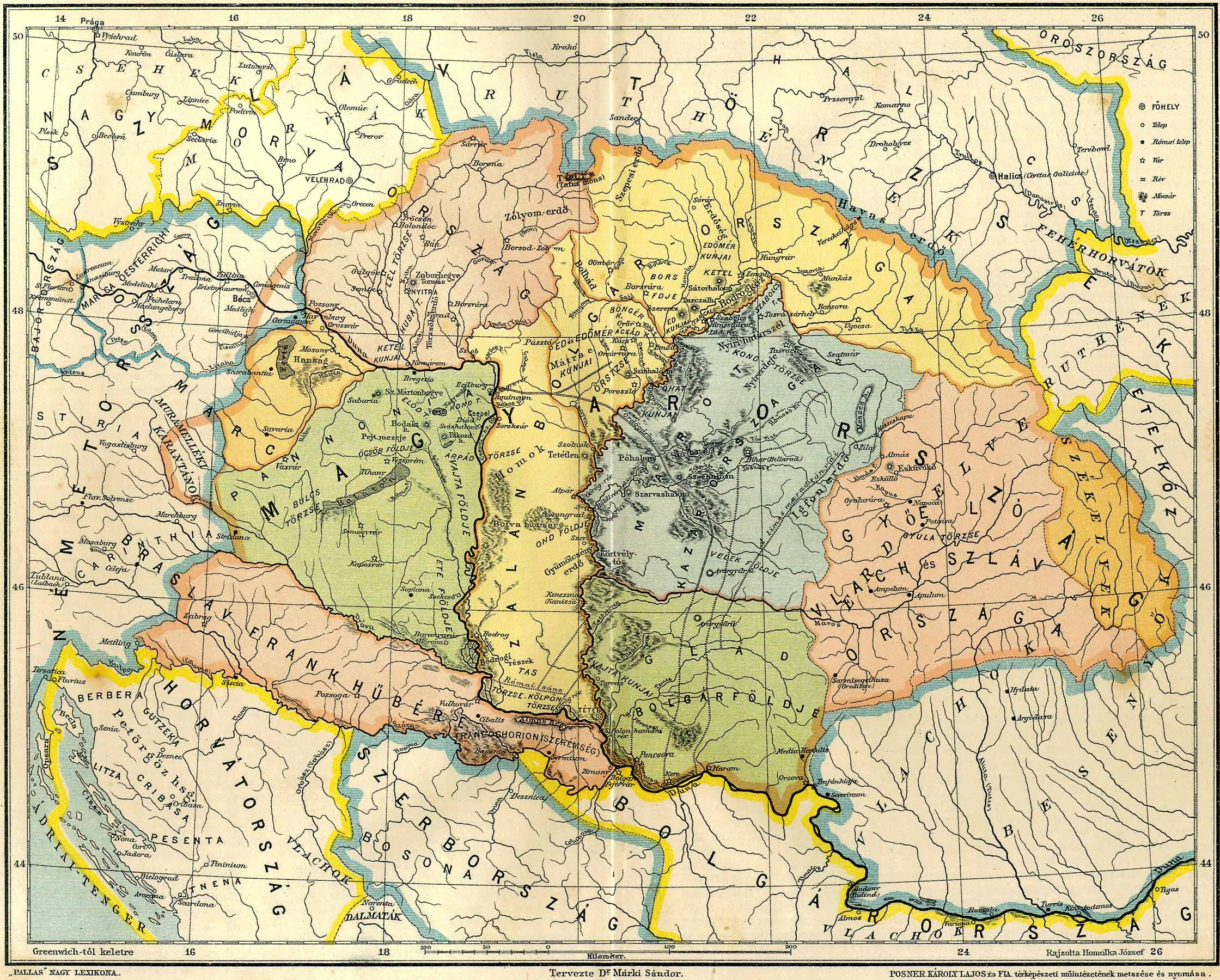

Этногене́з румы́н (формирова́ние румы́нского наро́да) — комплексный процесс выделения румынской этнической общности, происходивший на Балканском полуострове на базе многочисленных и разнообразных этнических и языковых элементов. 
С X века византийские, славянские, а затем и венгерские источники упоминают народ под названием «влахи», «волохи» (ср.-греч. βλαχοι) к югу от Дуная и лишь с XIII века на территории древней Дакии, то есть, на левом берегу Дуная. Формирование румынской нации связано с объединением западной части средневекового Молдавского княжества и Валашского княжества во 2-й половине XIX века в единое государство — Объединённое княжество Валахии и Молдавии, затем названное Румынией.

## Теория «обширных групп населения» и «континуитета»
Теория «обширных групп населения», выдвинутая румынским историком П. П. Панайтеску, является переосмыслением теории континуитета. Согласно этой теории, романское население «обширной группой» распространялось с севера Дуная до гор Пинда и города Салоники в симбиозе с другой «обширной группой населения» — славянской. Романскому населению к северу от Дуная удалось ассимилировать славян, в то время, как жители южного берега Дуная были ассимилированы более многочисленными славянами. «Континуитет» (А. Никулеску) предполагает наличие нескольких центров формирования румынского языка и народа.